# Filminlas
Een filminlas is een techniek die in het verleden gebruikt werd bij het maken van televisieprogramma's. In de televisiestudio werd rechtstreeks (live) uitgezonden of professionele ampex videoband gebruikt. Voor opnames die op een andere locatie plaatsvonden, zoals buitenopnames, gebruikte men 16mm-film. De filmopnames werden afgemonteerd en vervolgens werd de filminlas tijdens de uitzending afgespeeld. Bij televisieprogramma's tot ongeveer 1990 kunnen buitenscènes daarom merkbaar andere kleuren en kwaliteit hebben. 
Film kan niet hergebruikt worden. Voor sommige programma's, zoals Ja zuster, nee zuster, Maigret en De kleine zielen hebben filminlassen daardoor onbedoeld een gedeelte bewaard van een programma dat gewist is.